# Brigata Partigiana Stella Rossa
La Brigata partigiana Stella Rossa fu una brigata partigiana stimabile fra le settecento e le ottocento unità, armate in prevalenza con armi leggere, che dal novembre del 1943 combatté contro le forze nazi-fasciste nei territori compresi tra i comuni di Marzabotto, Monzuno, Grizzana Morandi e comuni limitrofi.
La brigata, comandata da Mario Musolesi, detto Il Lupo, era costituita principalmente da partigiani originari delle sopracitate zone, a cui successivamente si unirono elementi provenienti da Bologna e dintorni, alcuni prigionieri inglesi fuggiti da campi di detenzione limitrofi e due ex carabinieri di Castiglione dei Pepoli, ricordando nello specifico però la forte conflittualità in generale esistente nei rapporti fra carabinieri e Stella Rossa. La base combattente in linea di massima quindi era costituita da giovani.

## Formazione della brigata
L'Appennino tosco-emiliano era considerato da esponenti del CLN inadatto per la guerra di Resistenza, che doveva possedere le caratteristiche di guerriglia vista la differenza delle risorse disponibili dalle forze in campo contrapposte. Stella Rossa dimostrerà invece l'importanza delle brigate autoctone al di fuori di modelli prestabiliti fuori dalla zona operativa specifica.
È da rimarcare la sostanziale apoliticità di Stella Rossa, nome voluto dal Lupo, e dal fatto che i suoi aderenti in qualche modo fossero credenti. Dopo l'armistizio di Cassibile nacquero altri gruppi di resistenza nella zona montagnosa dell'Appennino tosco-emiliano vicino a Bologna, ma dovettero disperdersi a causa dell'impossibilità di poter contare su basi di appoggio stabili. Per Stella Rossa ci furono caratteri di eccezionalità sia per la struttura sia per la formazione in cui il Lupo ed il suo nucleo familiare ebbero importanza fondamentale, impiegando inizialmente tutto il capitale di famiglia (250.000 lire secondo testimonianze). La stessa denominazione Stella Rossa-Lupo (talvolta Stella Rossa-Leone in onore di un caduto in combattimento), a quanto pare non fu per megalomania di Mario Musolesi, bensì per imprimere quasi un marchio di affidabilità viste le caratteristiche personali di Lupo, alla formazione stessa. La brigata prima dello stanziamento in montagna fu quasi studiata a tavolino.

## Storia
Il passaggio dall'organizzazione a tavolino alla vera e propria clandestinità avvenne per un'iniziativa di Lupo. Essendo ormai risaputo in paese cosa stavano organizzando la famiglia di Lupo ed i loro amici, ed essendo comparsi manifestini antifascisti, un ufficiale della milizia fascista fece il nome di Lupo, che per tutta risposta andò alla casa del fascio e picchiò vigorosamente il suddetto, subendo ovviamente successivo arresto da parte dei carabinieri. Sammarchi andò dal maresciallo dei carabinieri e lo obbligò, revolver in pugno, a liberare Lupo; a questo punto la scelta della montagna e della relativa clandestinità per la brigata partigiana fu obbligatoria. Ci fu un forte coinvolgimento della famiglia di Lupo nella formazione e nella vita della Brigata: dal fratello Guido alle sorelle, fra le quali Bruna sarà poi quella che scriverà la storia dei fratelli e del Lupo. Inoltre la brigata fu fortemente appoggiata dalle persone del paese e dei paesi limitrofi, ma ciò non impedirà dissidi col tradimento di Sammarchi e il distacco di un contingente valutabile fra le cinquanta-cento unità che prenderà il nome di Stella Rossa-Sugano o battaglione Sugano comandato da Sugano Melchiorri. Successivamente, a causa di dissidi con Lupo su problemi di tattica militare, tale brigata confluirà nella Repubblica partigiana di Montefiorino.
A Monte Sole si iniziò a costituire la brigata che oltre ai locali poté contare su alcuni soldati inglesi fuggiti da un campo di concentramento. La banda crebbe rapidamente anche grazie alla fama ottenuta del comportamento di Lupo e Sammarchi e la prima azione risultò il deragliamento tramite uso di esplosivo di un treno in zona di Grizzana sulla direttrice Bologna-Firenze, con la distruzione di cisterne di benzina ed automezzi. Da lì l'azione della brigata partigiana autonoma crebbe grazie al coraggio degli aderenti ma anche alla capacità di organizzazione instancabile di Lupo. Le azioni variarono dagli attacchi diretti ai nazifascisti, al sabotaggio e all'eliminazione di spie e collaborazionisti, agli attacchi dimostrativi che servivano per aumentare la popolarità della Brigata e quindi ne permisero il rafforzamento. Uno di questi attacchi fu fatto alla locale legione dei carabinieri: Lupo, travestito da miliziano fascista, con alcuni compagni, fingendo di portare due prigionieri fuggiti dai campi di concentramento, fattisi aprire abbatterono a colpi di mitra un maresciallo e due repubblichini presenti facendo anche diversi feriti.
Gli atti di guerriglia portarono seri danni all'efficienza dell'apparato comunicativo dell'esercito tedesco tramite appunto sabotaggi ed assalti a veicoli di trasporto truppe. In campo aperto, quando una divisione tedesca attaccò la zona comprendente Sasso, Grizzana, Marzabotto, La Quercia e Vado, dopo 15 ore di durissimi scontri i nazifascisti lasciarono sul campo circa cinquecentocinquanta morti e un numero ancor maggiore di feriti nello scontro con Stella Rossa.
Nel settembre 1944 l'offensiva di Stella Rossa e la risposta dei nazifascisti incrementarono, i combattimenti furono sempre più duri e gli atti di sabotaggio incessanti compiuti dai partigiani fecero da corollario agli scontri. Don Luigi Tommasini avvisò il comandante Lupo che la controffensiva nazifascista era organizzata con mezzi e supporti tali da mettere a tacere definitivamente Stella Rossa. La Brigata si difese strenuamente dopo scontri con l'uso di armi pesanti da parte dei nazi-fascisti, ma fu obbligata a ripiegare a causa del numero superiore messo in campo dagli avversari e dalla presenza di cannoni. Tramite un gran volume di fuoco con armi leggere, bombe a mano ed un ripiegamento strutturato, parte di Stella Rossa riuscì a sganciarsi dal nemico, ma non riuscì, pur combattendo strenuamente casolare per casolare, a fermare il rastrellamento. Lupo morì e il suo corpo verrà ritrovato soltanto un anno più tardi.
Nell'attacco contemporaneo al rastrellamento fu impiegato anche il già tristemente noto 16. Reparto corazzato ricognitori facente parte della 16. SS-Panzergrenadier-Division "Reichsführer-SS", comandato dallo Sturmbannfuhrer (maggiore) Walter Reder.
L'operazione di accerchiamento terminò alle prime luci del giorno del 29 settembre.
Fino al 5 ottobre i tedeschi continuarono ad effettuare rastrellamenti ed esecuzioni, compiendo il noto e terribile eccidio di Monte Sole.

## Componenti
Alcuni partigiani della Brigata Stella Rossa (i sopravvissuti hanno permesso la ricostruzione della storia della brigata):
- Mario Musolesi, il Lupo
- Guido Musolesi (fratello di Mario)
- Dino Carabi (autore del libro "Il partigiano delle quattro Valli")
- Lucia Musolesi (sorella di Mario e Guido)
- Bruna Musolesi (sorella di Mario e Guido, la Brunetta, biografa di Lupo e Stella Rossa)
- Ferruccio Magnani, Umberto Crisalidi (commissari politici, gli unici fra quelli inviati dal CUMER ben accetti dalla brigata partigiana)
- Virginio Battistini
- Aldo Brenni
- Francesco Calzolari
- Adriano Lipparini
- Alessandro Quattrini
- Amedeo Mengoli
- Ciro Masi
- Rindi Alessandro Giuseppe (detto Tempesta)
- Gastone Rossi (detto Leone, talvolta la formazione partigiana viene denominata anche Stella Rossa "Leone", in sua memoria)
- Cleto Comellini
- don Luigi Tommasini (colui che avviserà Lupo dell'attacco strutturato dai nazifascisti a Stella Rossa, che poi sfocerà nella strage di Marzabotto)
- Evaristo Cevenini
- Carlo Venturi (nome di battaglia Ming); autore dei libri autobiografici: "Ming tra i ribelli" e "Il ragazzo che mangiava le bucce di Pera"
- Eugenio Sabattini (detto Cicci)
- Franco Fontana
- Gino Gamberini (nome battaglia di “Leone”)
- Giorgio Sternini
- Giorgio Ugolini
- Giovanni Rossi (fratello maggiore di Leone)
- Giuseppe Castrignano
- Giuseppe Ciancaglini, da Panfilo. Riconosciuto patriota.[3]
- Gonciaruk Vladimir (detto Enzo: già ufficiale dell'aeronautica militare sovietica, arruolatosi dopo essere evaso da un campo di concentramento nazista)
- Guerrino Avoni
- Giorgio Bonafè
- Guido Tordi
- Libero Rambaldi
- Martino Pedrolini. Riconosciuto partigiano con il grado di sottotenente dal 1º maggio 1944 alla Liberazione http://www.iperbole.bologna.it/iperbole/isrebo/strumenti/P2.pdf
- Ottorino Ruggeri
- Sugano Melchiorri (già comandante di distaccamento della 7ª Brigata GAP di Bologna), per dissidi militari con Lupo va nella repubblica partigiana di Montefiorino con 50/100 uomini e fonda il battaglione Sugano, talvolta denominato anche Stella Rossa Sugano
- Roncaglia Amedeo (detto Pietro) aderisce al battaglione Sugano
- Alfonso Ventura salva la vita a Lupo in uno dei numerosi attentati portati contro quest'ultimo
- Olindo Sammarchi, già amico di Lupo, lo fa fuggire dalla prigione dei carabinieri, passerà ai nazifascisti progettando una serie di attentati a Lupo stesso.
- don Giovanni Fornasini
- Mario Musolesi
- Roberto Nascetti
- Negri Ugo (detto Tarzan)
- Pietro Oleandri
- Paolina Galantini (nuora di Pietro Oleandri, morì insieme al suocero ed ai tre figli Domenico Franco Oleandri 4 anni, Giuseppe Oleandri 5 anni, Sergio Arturo detto Sirio Oleandri 6 anni, il 29/9/1944 durante l'eccidio di Marzabotto)
- Giuseppe Fogacci[4]
- Settimo Stefanini[5]
- Karaton, partigiano sovietico
- Zanimacchia Valerio
- Sad Singh, soldato indiano della 8th Army britannica
- Giuseppe Massimino (Fratello dell’ex dirigente sportivo nonché presidente del Catania Angelo Massimino)
- Settimo Stefanini
- Osvaldo del Mela (detto "Bove")
- Giovanni *** (detto "Gianni")
- Sergio *** (detto "Jimmy")

## Onorificenze
- Medaglia d'oro al valor militare